# King (Pennsylvania)
King è una township degli Stati Uniti d'America, nella contea di Bedford nello Stato della Pennsylvania. Secondo il censimento del 2000 la popolazione è di 1.264 abitanti.

## Società

### Evoluzione demografica
La composizione etnica vede una maggioranza della razza bianca (99,37%) seguita da quella dei nativi americani (0,24%), dati del 2000.
| township di King Popolazione |       |
| 2000                         | 1.264 |
| Stima al 2009                | 1.201 |